# Gluviopsona persica
Gluviopsona persica es una especie de arácnido  del orden Solifugae de la familia Daesiidae.

## Distribución geográfica
Se encuentra en Irán.